# Биективное доказательство
Биективное доказательство — это техника доказательства, при которой находится биективная функция f : A → B между двумя конечными множествами A и B или сохраняющая размер биективная функция между двумя комбинаторными классами, чем доказывается одинаковость числа элементов, |A| = |B|.  Место, где техника полезна — когда мы хотим знать размер A, но не можем найти прямого пути подсчёта элементов множества.  В этом случае установление биекции между A и некоторым множеством B решает задачу, если число элементов множества B вычислить проще.  Другое полезное свойство этой техники — природа биекции само по себе часто даёт мощную информацию о каждом из двух множеств.

## Базовые примеры

### Доказательство симметрии биномиальных коэффициентов
Симметрия биномиальных коэффициентов утверждает, что
{\displaystyle {n \choose k}={n \choose n-k}.}
Это означает, что имеется точно столько же комбинаций k элементов из множества, содержащего n элементов, как и комбинаций n − k элементов.

#### Биективное доказательство
Заметим, что две величины, для которых мы доказываем равенство, подсчитывают число подмножеств размера k и n − k соответственно любого n-элементного множества S.  Существует простая биекция между двумя семействами Fk и Fn − k подмножеств S — она связывает каждое k-элементное подмножество с его дополнением, которое содержит в точности оставшиеся n − k элементов множества S.  Поскольку Fk и Fn − k имеют одинаковое число элементов, соответствующие биномиальные коэффициенты должны быть равны.

### Рекуррентное отношение треугольника Паскаля
{\displaystyle {n \choose k}={n-1 \choose k-1}+{n-1 \choose k}} для {\displaystyle 1\leq k\leq n-1.}

#### Биективное доказательство
Доказательство.
Мы считаем число способов выбрать k элементов из n-элементного множества.
Снова, по определению, левая часть равенства равна числу способов выбора k элементов из n.
Поскольку 1 ≤ k ≤ n − 1, мы можем фиксировать элемент e из n-элементного множества,  так что оставшееся подмножество не пусто.
Для каждого k-элементного множества, если e выбрано, существует
{\displaystyle {n-1 \choose k-1}}
способов  выбора оставшихся k − 1 элементов среди оставшихся n − 1 возможностей. В противном случае имеется
{\displaystyle {n-1 \choose k}}
способов выбора оставшихся k элементов среди оставшихся n − 1 возможностей. Тогда есть
{\displaystyle {n-1 \choose k-1}+{n-1 \choose k}}
способов выбора k элементов.{\displaystyle \Box }

## Другие примеры
Задачи, позволяющие комбинаторное доказательство, не ограничены биномиальными коэффициентами. По мере возрастания сложности задачи комбинаторное доказательство становится всё более изощрённым. Техника биективного доказательства полезно в областях дискретной математики, таких как комбинаторика, теория графов и теория чисел.
Наиболее классические примеры биективных доказательств в комбинаторике:
- Код Прюфера, дающий доказательство формулы Кэли для числа  помеченных деревьев.
- Алгоритм Робинсона — Шенстеда, дающий доказательство формулы Бёрнсайда для симметрической группы.
- Сопряжение диаграмм Юнга, дающее доказательство классического результата о числе некоторых разбиений целых чисел.
- Биективные доказательства теоремы о пятиугольных числах[англ.].
- Биективные доказательства формулы для чисел Каталана.